# Lucien-Leon Guillaume Lambert
Lucien-Leon Guillaume Lambert, o Lucien Lambert, Jr. (XVII arrondissement di Parigi (Batignolles-Monceau), 5 gennaio 1858 – Parigi, 21 gennaio 1945), è stato un pianista, compositore, arrangiatore e insegnante di musica francese di origini afroamericane e creole. La sua famiglia era nota per il talento musicale e ottenne fama internazionale.

## Biografia
Lucien-Leon Lambert era figlio del compositore di New Orleans Charles Lucien Lambert, che sposò una francese ed emigrò dagli Stati Uniti nel 1854. Lambert Jr. nacque in Francia e studiò musica con suo padre. Dopo essere cresciuto in Brasile, dove suo padre lavorava, Lambert Jr. si recò in Francia per studiare al Conservatorio di Parigi con Théodore Dubois e Jules Massenet. Dopo aver completato gli studi, lavorò come musicista e compositore. La sua opera Prométhée enchaîné vinse il Prix Rossini nel 1885.
Dopo una carriera di successo in Francia, Lambert si trasferì in Portogallo, dove lavorò come pianista alla corte reale insieme a suo zio Sidney Lambert. Negli anni '70 dell'Ottocento fu riconosciuto dall'imperatore Pietro II del Brasile (dove suo padre era rimasto fino alla morte nel 1896) per le sue innovazioni nel campo della musica. Nel 1905 registrò tre cilindri di cera per la Pathe Company a Lisbona, considerati le prime registrazioni di musica classica realizzate da un artista di origine africana.
Lambert è talvolta riportato come Lucien Lambert fils (figlio) o “fil”, e le sue opere sono spesso confuse con quelle del padre. I suoi documenti sono conservati nella Bibliothèque Nationale di Parigi.
Nel 2017 la compagnia lirica OperaCréole di New Orleans riportò in scena la sua opera La Flamenca, che si pensava fosse stata rappresentata solo durante la sua prima stagione nel 1903.

## Opere
Tra le opere selezionate figurano:
- Prométhée enchaîné
- Gottschalk: Hymno brasileiro- Variações (Registrato da Pathé 37630)
- Gottschalk: Tarantelle  (Registrato da Pathé 37631)
- Schumann: Prophet Bird, #7 from  Waldszenen, Op. 82 (Registrato da Pathé 37632)
- Prélude, fugue et postlude